# Massariovalsa sudans
Massariovalsa sudans är en svampart som först beskrevs av Berk. & M.A. Curtis, och fick sitt nu gällande namn av Pier Andrea Saccardo 1883. Massariovalsa sudans ingår i släktet Massariovalsa och familjen Melanconidaceae.   Inga underarter finns listade i Catalogue of Life.